# 倉吉市立上小鴨小学校

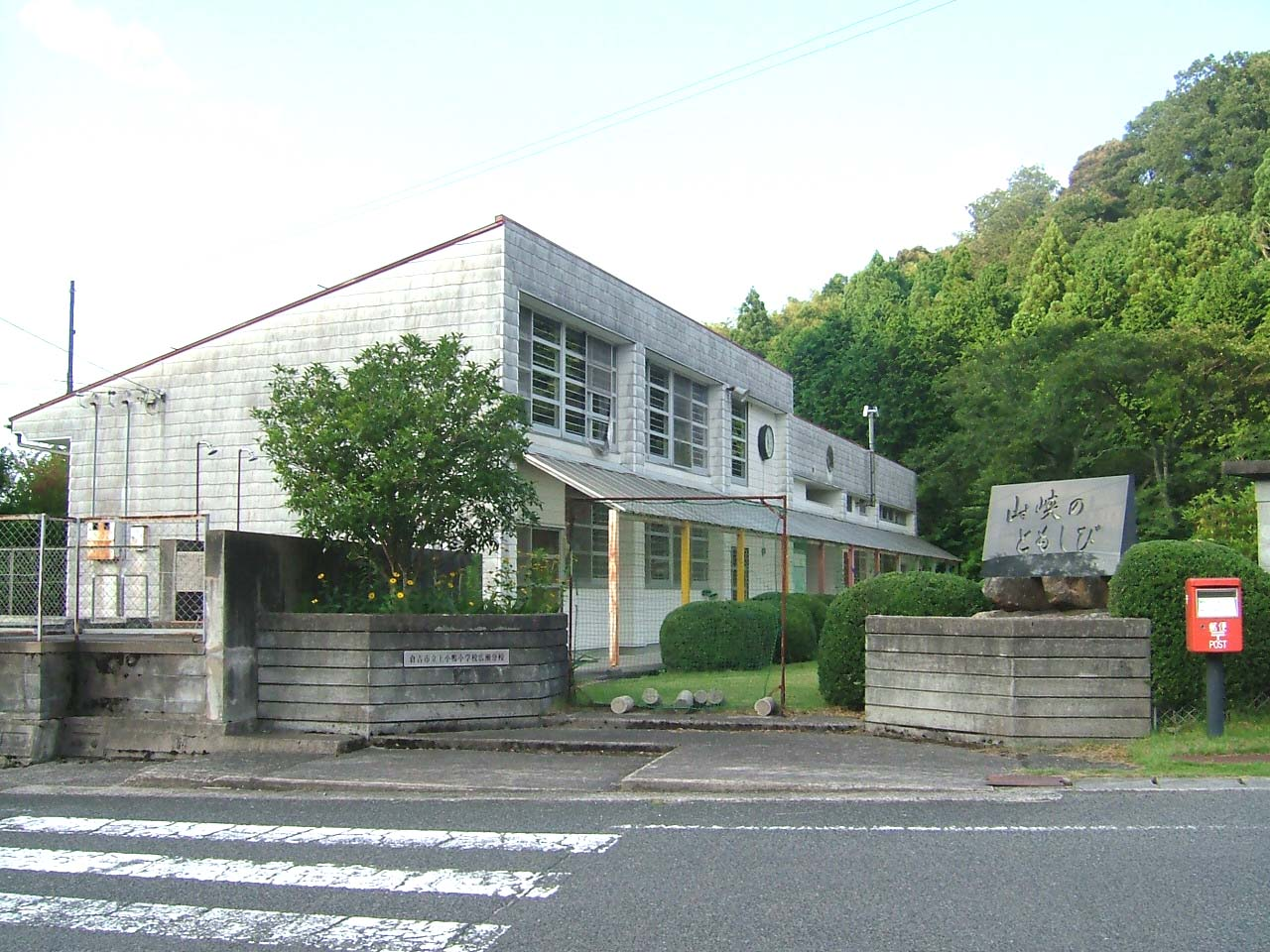
広瀬分校

倉吉市立上小鴨小学校（くらよししりつ かみおがもしょうがっこう）は、かつて鳥取県倉吉市福山にあった公立小学校。

## 沿革
- 1873年（明治6年）5月 - 石塚学校設立。
- 1875年（明治8年）11月 - 合併により小鴨小学校。
- 1876年（明治9年）春 - 若土支校を開設。
- 1877年（明治10年） - 若土支校が独立し、鴨河内小学校となる。
- 1883年（明治16年）月 - 小鴨小学校の分校となる。
- 1886年（明治19年）4月 - 鴨河内分校は再び独立して鴨河内簡易小学校となる。
- 1890年（明治23年）5月14日 - 小鴨尋常小学校を分離して新たに上小鴨尋常小学校を創設。創立記念日となる[2]。
- 1891年（明治24年）
  - 5月21日 - 広瀬分教場建設。
  - 9月6日 - 鴨河内簡易小学校廃止。
- 1892年（明治25年）1月5日 - 北鴨尋常小学校と改称。
- 1919年（大正8年）3月31日 - 大鴨尋常小学校に高等科併設し、大鴨尋常高等小学校と改称。
- 1924年（大正13年）10月 - 上小鴨尋常高等小学校と改称。
- 1941年（昭和16年）4月1日 - 国民学校令により上小鴨国民学校と改称。
- 1945年（昭和20年）6月11日 - 神戸市池田国民学校100名集団疎開。
- 1947年（昭和22年）4月1日 - 学制改革によりと改称。
- 1951年（昭和26年）5月15日 - 校歌制定。（作詞：山田克忠、作曲：江本登喜雄、編曲：牧野晋）
- 1953年（昭和28年）10月1日 - 町村合併により倉吉市発足に伴い、倉吉市立上小鴨小学校と改称。
- 1963年（昭和38年）5月8日 - 倉吉市内小学校で初のプール竣工。
- 1990年（平成2年）5月13日 - 創立100周年記念事業記念式と校庭拡張竣工式が行われる。
- 1991年（平成3年）5月19日 - 広瀬分校の創立100周年記念式が行われる。
- 2015年（平成27年）3月24日 - 広瀬分校休校。
- 2020年（令和2年）3月8日 - 広瀬分校閉校式。
- 2024年（令和6年）
  - 3月24日 - 閉校式の挙行[3]。
  - 3月31日 - 小鴨小学校との合併により閉校。

## 通学区域
- 蔵内、上古川、石塚、耳、鴨河内、福山、広瀬[4]

## 進学先中学校
- 倉吉市立西中学校 - 通学区域全域[4]
- 倉吉市立鴨川中学校 - 地理的事情により耳、鴨河内、福山の希望する者[4]

## 広瀬分校
倉吉市広瀬567-2に配置していた。病院・養護施設併設の物を除くと県内唯一の僻地常設分校であったが、2015年に休校し、2020年閉校。

## 交通アクセス
- 日交バス関金線、関金・山口線「福山」バス停下車。